# Élections constituantes de 1945 dans la Guinée française
Les élections législatives françaises de 1945 se déroulent le 21 octobre.

## Mode de scrutin
Les députés métropolitains sont élus selon le système de représentation proportionnelle suivant la règle de la plus forte moyenne dans le département, sans panachage ni vote préférentiel. Il y a 586 sièges à pourvoir.
Dans la colonie de Guinée française, deux députés sont à élire au scrutin uninominal majoritaire à deux tours.
Un siège pour le collège des citoyens, un pour celui des non-citoyens.
Un second tour est prévu le 4 novembre si aucun candidat ne dépasse les 50 %.

## Élus
Les deux députés élus sont : 
| Identité         | Parti |
| ---------------- | ----- |
| Maurice Chevance | UDSR  |
| Yacine Diallo    | SFIO  |

## Résultats

### Collège des citoyens
| Parti          | Parti          | Tête de liste          | 1er tour | 1er tour | 2e tour | 2e tour |
| Parti          | Parti          | Tête de liste          | Voix     | %        | Voix    | %       |
| -------------- | -------------- | ---------------------- | -------- | -------- | ------- | ------- |
|                | UDSR           | Maurice Chevance       | 418      | 35,39    | 692     | 49,08   |
|                | SFIO           | Jean-Baptiste Ferracci | 355      | 30,06    | 538     | 38,16   |
|                |                | Gustave Moreau         | -        | -        | 180     | 12,77   |
|                |                |                        |          |          |         |         |
| Inscrits       | Inscrits       | Inscrits               | 1 944    |          | 1 944   |         |
| Votants        | Votants        | Votants                | 1 418    | 72,94    | 1 418   | 72,94   |
| Divers et nuls | Divers et nuls | Divers et nuls         | 407      | 16,71    | 8       | 0,88    |
| Exprimés       | Exprimés       | Exprimés               | 1 181    | 83,29    | 1 410   | 99,44   |

### Collège des non-citoyens
| Parti          | Parti          | Tête de liste    | 1er tour | 1er tour | 2e tour | 2e tour |
| Parti          | Parti          | Tête de liste    | Voix     | %        | Voix    | %       |
| -------------- | -------------- | ---------------- | -------- | -------- | ------- | ------- |
|                | SFIO           | Yacine Diallo    | 5 486    | 42,77    | 5 774   | 46,01   |
|                | URR            | Mamba Sano       | 2 458    | 19,16    | 5 065   | 40,36   |
|                | Rel.           | Lamine Kaba      | 1 506    | 11,74    | 1 711   | 13,63   |
|                |                | Autres candidats | 3 378    | 26,33    | -       | -       |
|                |                |                  |          |          |         |         |
| Inscrits       | Inscrits       | Inscrits         | 16 233   |          | 16 233  |         |
| Votants        | Votants        | Votants          | 12 829   | 79,03    | 12 646  | 77,90   |
| Blancs et nuls | Blancs et nuls | Blancs et nuls   | 1        | 0,01     | 96      | 0,74    |
| Exprimés       | Exprimés       | Exprimés         | 12 828   | 99,99    | 12 550  | 99,24   |